# Acer truncatum
Acer truncatum är en kinesträdsväxtart som beskrevs av Aleksandr Andrejevitj Bunge. Acer truncatum ingår i släktet lönnar, och familjen kinesträdsväxter. Inga underarter finns listade i Catalogue of Life.